# Ingrid Christensen
Pour les articles homonymes, voir Christensen.
Ingrid Christensen, née le 10 octobre 1891 et morte le 13 janvier 1976, est l'une des premières exploratrices polaires. Elle est connue comme la première femme à voir l'Antarctique et à poser sur le continent antarctique.

## Jeunesse
Christensen (née Dahl) est la fille d'Alfhild Freng Dahl et du grossiste et armateur Thor Dahl, qui est à l'époque l'un des plus grands marchands de Sandefjord, en Norvège.
L'historien norvégien de l'Antarctique Hans Bogen la décrit en 1955 : « Ingrid Dahl était exactement ce que nous appelons à notre époque une kjekk og frisk jente (une expression norvégienne signifiant une fille qui pouvait être à la fois l'un des garçons, puis l'une des filles, sans perdre sa féminité ni son charme). Elle était le leader naturel des filles de son groupe d'âge en raison de son esprit d'initiative, de son humour et de son intrépidité, qualités qu'elle a conservées jusqu'à aujourd'hui ». Elle épouse Lars Christensen en 1910, réunissant deux des familles de propriétaires de navires les plus puissantes de Sandefjord avec qui elle aura six enfants,.

## Exploration de l'Antarctique
Christensen fait quatre voyages en Antarctique avec son mari sur le navire Thorshavn dans les années 1930, devenant la première femme à voir l'Antarctique, la première à le survoler et, sans doute, la première femme à marcher sur le continent antarctique,,. En 1998 et 2002, des chercheurs polaires ont enquêté sur l'atterrissage de Caroline Mikkelsen et ont conclu que c'était sur les îles Tryne, plutôt que sur le continent antarctique,,. D'autres recherches ont confirmé que Christensen était la première à débarquer sur le monolithe de Scullin le 30 janvier 1937, faisant d'elle la première femme à marcher sur le continent antarctique.
En 1931, Christensen navigue avec Mathilde Wegger. L'expédition aperçoit et nomme Bjerkö Head le 5 février 1931, faisant de Christensen et Wegger les premières femmes à voir l'Antarctique. Douglas Mawson rapporte avoir repéré deux femmes à bord d'un navire norvégien, qui étaient probablement Christensen et Wegger, lors de son expédition BANZARE. Il raconte aux médias australiens : « […] beaucoup d'étonnement par l'apparition dramatique sur leur pont de deux femmes vêtues selon les modes de la civilisation. C'est une expérience unique pour elles, car elles peuvent tirer un grand mérite du fait qu'elles sont, peut-être, les premières de leur sexe à visiter l'Antarctique ».
En 1933, Christensen navigue avec Lillemor Rachlew, qui tient un journal et prend des photographies, qui apparaissent dans le livre de Lars Christensen bien qu'aucun accostage n'ait été possible cette fois-là. Christensen navigue vers le sud pour la troisième fois en 1933-1934 avec Ingebjørg Dedichen sans réussir à accoster encore une fois, bien qu'elles aient fait le tour de presque tout le continent. En 1934/35, Caroline Mikkelsen, d'origine danoise, épouse du capitaine Klarius Mikkelsen, navigue vers l'Antarctique et pose le pied sur les îles Tryne (en) le 20 février 1935 et était, jusqu'à récemment, considérée comme la première femme l'avoir fait en Antarctique. Cependant, Mikkelsen a posé le pied sur une île de l’Antarctique tandis que Christensen est la première à avoir posé le pied sur le continent antarctique,,.
En 1936-1937, Christensen fait son quatrième et dernier voyage vers le sud, avec sa fille Augusta Sofie Christensen, Lillemor Rachlew et Solveig Widerøe, les « quatre dames » pour lesquelles le banc de sable Four Ladies Bank a été nommé pendant le voyage,,. Christensen survole également le continent, devenant la première femme à voir l'Antarctique depuis les airs. Le 30 janvier 1937, le journal de Lars Christensen rapporte qu'Ingrid Christensen a atterri sur le monolithe de Scullin (en), devenant la première femme à mettre le pied sur le continent antarctique, suivie des trois autres des « quatre dames »,,.
Christensen joue un rôle majeur dans les expéditions antarctiques de son mari. L'archéologue Waldemar Brøgger, écrit dans l'article de couverture du numéro inaugural du magazine norvégien Verden I Bilder (Le monde en images) : « Dans toutes les excursions, Lars et Ingrid Christensen ont été unis dans l'entreprise — contre vents et marées, contre vents et marées. orage et mauvais temps, par beau temps et joies. Il est presque unique dans l'histoire de l'exploration que deux personnes se soient ainsi épanouies pour le même but, aient gardé en vue la cible lointaine et n'aient jamais baissé les bras avant de l'avoir atteinte. La part d'Ingrid Christensen dans toute l'entreprise n'est pas moindre, en raison de sa personnalité incroyablement audacieuse et intrépide, et il est symboliquement juste que ce soit elle qui, d'un avion, a jeté le drapeau norvégien ».

## Prix et distinctions
Pour sa contribution à la cause de la Norvège en Amérique pendant la Seconde Guerre mondiale et pour ses efforts publics, Christensen reçoit l'ordre de Saint-Olaf de première classe, en 1946.
- Chevalier de 1re classe de l'ordre de Saint-Olaf[3]

## Héritage
- La côte d'Ingrid-Christensen en Antarctique oriental a été découverte et nommée en son honneur par Klarius Mikkelsen en 1935[3],[22].
- Les quatre voyages de Christensen en Antarctique ont été romancés par Jesse Blackadder dans le roman Chasing the Light de 2013[23].